# Intel
Intel Corporation est une entreprise américaine fondée en 1968 par Gordon Moore, Robert Noyce et Andrew Grove. Elle est le second fabricant mondial de semi-conducteurs après Samsung si on se fonde sur le chiffre d'affaires. Elle fabrique des microprocesseurs — c'est d'ailleurs elle qui a créé le premier microprocesseur x86 —, des cartes mères, des mémoires flash et des processeurs graphiques notamment.
Intel est cotée au Nasdaq sous le sigle INTC. Sa capitalisation boursière s'élève à 226,96 milliards de dollars (en date de février 2019) (104 milliards en février 2025) avec pour principal concurrent Advanced Micro Devices (AMD).
À compter de mars 2025, l'entreprise est dirigée par Lip-Bu Tan, jusqu'alors PDG de Cadence Design Systems.

## Histoire
Le 18 juillet 1968, Gordon Moore, Robert Noyce et Andrew Grove, trois docteurs en chimie et en physique issus du monde de l'électronique numérique, décident de quitter leur précédente entreprise Fairchild Semiconductor, société de conception et fabrication de circuits intégrés inventés par Robert Noyce, pour cofonder la société Intel, à Santa Clara.
Intel est constituée à Mountain View (Californie), le 18 juillet 1968 par le chimiste Gordon Moore (connu pour la « loi de Moore »), et le physicien et co-inventeur du circuit intégré Robert Noyce, en créant un demi-million d'actions à un dollar, dont 90% est répartie à égalité entre Robert Noyce et Gordon Moore, complétées par 2,5 millions de dollars d'obligations convertibles placées par Arthur Rock auprès d'un groupe limité d’investisseurs privés. Intel a commencé ses opérations le 1 août avec une douzaine d’ingénieurs travaillant dans une salle de conférence dans l’ancien bâtiment de Union Carbide. Un entrefilet du journal local annonce la création le 6 août 1968.
En octobre 1971, trois ans à peine après sa fondation, l'entrée en Bourse d'Intel, l'une des toutes premières  sur le NASDAQ, nouveau marché boursier lancé le 8 février 1971 par de la National Association of Securities Dealers Automated Quotations est effectuée à 23,50 par action. Elle a permis de recueillir 6,8 millions de dollars. Les salariés et actionnaires avaient jusque là acheté en moyenne, au cours des trois années précédentes leurs actions six fois moins cher, soit 4,06 dollars.
Un mois après, Intel invente le microprocesseur, l'Intel 4004 de Marcian Hoff, 4 bits et 2300 transistors, conçu pour son premier gros client japonais, le fabricant de calculatrices Busicom.
En 1974, Intel ouvre son premier centre de design et développement à l'extérieur des États-Unis à Haïfa, en Israël, devenant par la suite le principal employeur privé du pays. Le fondeur, par sa démarche, commence à intéresser des constructeurs réfléchissant à des machines moins coûteuses et moins encombrantes face au quasi-monopole IBM sur les mainframes (IBM n'était alors menacé que sur le segment de marché moins important des mini-ordinateurs).
Commence peu après la période où le numéro un mondial de l'informatique adopte une politique commerciale moins tous terrains après de longues années de conflit judiciaire lors des procès anti-monopole contre IBM des années 1960 et 1970. Même si "justice n'a rien imposé" dans ce domaine, l'électronicien californien "Intel est chargé par IBM de concevoir les microprocesseurs" des microordinateurs, et ainsi le géant américain "délègue pour la première fois".
A partir de 1978, Intel commercialise la série des microprocesseurs dite x86, utilisée par les compatibles PC depuis 1981. Avec pour produit le plus vendu la série des Pentium, qui elle est commercialisée dans la seconde partie des années 1990.
En 1985, le premier complexe Intel (FAB8) de fabrication de microprocesseurs et mémoires à l'extérieur des États-Unis devient opérationnel à Har Hotzvim à Jérusalem. En 1977, lors d'une école d'été de l'AFCET, François Anceau explique qu'Intel, qui a d'abord utilisé à son profit, puis éliminé commercialement à partir du 80386 les secondes sources de ses processeurs possède tout pour devenir un géant de l'envergure d'une IBM
Au cours des années 1980, Intel n'était pas le géant que l'on connaît aujourd'hui. Il n'était, par exemple, que le 10e plus grand fabricant de circuits intégrés en 1987, loin derrière l'industrie japonaise avec à leur tête NEC Semiconductors. C'est dans les années 1990 qu'elle devient le plus gros fabricant de microprocesseurs et de circuits intégrés avec l'avènement du marché des micro-ordinateurs compatibles PC à base de microprocesseurs x86 pentium puis la gamme des Pentium. Intel devient alors no 1 en développement et industrialisation de microprocesseurs et contribue par ses produits à la très forte hausse des sociétés de technologie de la seconde partie des années 1990.
En mars 2003, Intel crée la plateforme Centrino (aussi appelé « Centrino Mobile Technology »).
Après plusieurs évolutions liées essentiellement à l'évolution des processeurs, Intel lance la plateforme Centrino 2 en septembre 2009.
Le 10 janvier 2006, Apple munit sa gamme iMac de microprocesseurs Intel Core Duo.
Le 2 février 2006, Intel lance le label Viiv conçue pour simplifier l'accès et la gestion des nouveaux contenus numériques : jeux, photos, musiques, film et télévision. Sur compatible PC, elle fonctionne en association avec Windows Media Center. Viiv constitue un ensemble de recommandations qui vont donner droit à un logo, que les constructeurs pourront placer sur leurs machines afin que les utilisateurs sachent que celles-ci sont bien adaptées à une utilisation multimédia.
Toutefois, ce logo est à double tranchant, car il signifie aussi que la gestion des droits numériques (DRM) et la technologie NGSCB (ex-Palladium) qui l'accompagne (qui permet un effacement automatique des contenus et logiciels non autorisés) sont également présents, ce qui peut prohiber l'usage, voire la simple conservation sur son disque dur, de logiciels ou contenus de source hasardeuse, le tout sans préjudice de sanctions ultérieures éventuelles ; ce qui explique sans doute une des raisons de l’échec commercial relatif de ce label.
Le 6 septembre 2006, Apple équipe ses iMac de Core 2 Duo.
Le 3 juin 2009, Intel annonce l'acquisition de Wind River éditeur du système d'exploitation temps réel VxWorks, au coût d'environ 884 millions USD.
Le 19 août 2010, Intel rachète l'entreprise de sécurité McAfee pour 7,68 milliards USD (5,97 milliards d'euros). Le 14 septembre 2010, Intel lance officiellement AppUp, une plate-forme stockant des applications pour les ordinateurs équipés de puces Atom.
Intel annonce, le 19 octobre 2010, 6 à 8 milliards d'investissements dans des sites de production de nouvelle génération.
En 2013, Intel prend la 4e position dans le classement des entreprises mondiales les plus innovantes par Booz & Company car l'entreprise a dépensé 10,1 milliards de dollars en 2013 en Recherche et développement, soit environ 19 % de son chiffre d'affaires.
En avril 2014, Intel annonce un investissement de 4,1 milliards d'euros pour moderniser son usine de microprocesseurs à Kiryat Gat (sud d’Israël). En décembre 2014, Intel annonce un investissement d'1,6 milliard de dollars sur 15 ans dans son usine de Chengdu. L'objectif pour l'entreprise est de se positionner sur le marché du mobile.
En janvier 2015, Intel engage 25 millions de dollars dans l'entreprise de lunettes connectées Vuzix, poursuivant ainsi son investissement dans l'informatique portable.
Le 1er juin 2015, Intel annonce le rachat de l'entreprise américaine Altera, employant 3 000 personnes, spécialisée dans les composants électroniques reprogrammables, pour 16,7 milliards de dollars,. En octobre 2015, Intel acquiert les microprocesseurs pour mobile de VIA Technologies pour un montant estimé à 100 millions de dollars.
En avril 2016, Intel annonce 12 000 licenciements d'ici à 2017 dans le cadre d'une restructuration visant à diversifier son activité.
En août 2016, Intel annonce qu'il va produire des puces d'architecture ARM dans ses propres usines de fabrication grâce à un accord avec ARM Ltd. Ceci confirme l'échec de sa propre gamme de produits à destination des smartphones.
En septembre 2016, Intel fait l'acquisition de Movidus spécialisé dans l’analyse d’image en temps réel afin de renforcer sa position dans le secteur de la réalité virtuelle de haute technologie. Le même mois, Intel annonce la vente d'une participation de 51 % dans McAfee au fonds d'investissement TPG pour un montant débattu, mais estimé à 1,1 milliard de dollars, soit une importante moins-value par rapport à son acquisition de McAfee en 2010 pour environ 7,7 milliards de dollars,,.
En 2017, Intel a annoncé le rachat de la société israélienne Mobileye, spécialisée dans les capteurs intelligents pour l'automobile, pour un montant de 14,3 milliards d'euros.
En octobre 2018, Micron annonce l'acquisition de sa coentreprise IM Flash Technologies qu'il détenait à parts égales avec Intel, pour 1,5 milliard de dollars, en plus d'une reprise de dette de 1 milliard. En janvier 2019, Intel lance une offre d'acquisition sur l'entreprise israélienne Mellanox, entreprise de semi-conducteur spécialisée dans les serveurs, pour 6 milliards de dollars, mais son offre est battue par celle de Nvidia. En juillet 2019, Intel annonce la vente de sa division de puces modem pour mobile et ses 2 200 salariées pour 1 milliard de dollars. En décembre 2019, Intel annonce l'acquisition de Habana Labs, une entreprise israélienne spécialisée dans les puces pour l'intelligence artificielle, pour 2 milliards de dollars.
En 2020, Intel s'associe à la start-up Lightbits Labs pour améliorer les performances des systèmes de stockage dans les centres de données.
En octobre 2020, Intel annonce la vente de ses activités dans les mémoires flash NAND à SK Hynix pour 9 milliards de dollars.
Le 2 mars 2020,Intel est condamnée à payer une amende de 2,18 milliards de dollars pour avoir enfreint des brevets sur les technologies de fabrication de puces électroniques.
En février 2021, l'entreprise est dirigée par Pat Gelsinger, jusqu'alors PDG de VMWare.
En février 2022, Intel annonce l'acquisition de Tower Semiconductor, une entreprise israélienne de fonderie de semi-conducteur spécialisée notamment dans les semi-conducteurs analogiques, pour 5,4 milliards de dollars.
En juin 2023, Intel reçoit une subvention de 9,9 milliards d'euros du gouvernement allemand pour la construction de la plus grande fabrique de semi-conducteurs en Europe, à Magdebourg.
En décembre 2023, Intel se voit accorder une subvention de 3,2 milliards de dollars par le gouvernement israélien pour l'expansion d’une usine de puces électroniques en Israël. Le projet est le plus grand investissement jamais réalisé par une entreprise en Israël. Il a pour objectif d’agrandir ses ateliers de fabrication de puces à Kiryat Gat, dans le sud du pays, pour un investissement total de 25 milliards de dollars,.
En juin 2024, Intel annonce la suspension de l’agrandissement du site de Kiryat Gat. Intel ne fait aucune référence à la guerre dans la bande de Gaza, au neuvième mois d’une offensive dévastatrice d’Israël en riposte à l'attaque sans précédent du Hamas du 7 octobre. Le porte-parole d’Intel déclare à l'Afp que . « Nos décisions sont fondées sur les conditions économiques, l’évolution des marchés et la gestion responsable de nos capitaux »,.
En août 2024, Intel annonce la suppression de 15 % de ses effectifs (soit 18 000 personnes) d'ici la fin 2024, après l'annonce de résultats trimestriels en perte.
En décembre 2024, Pat Gelsinger quitte son poste de PDG et prend sa retraite. Cette démission intervient alors que l'action de l'entreprise a perdu plus de la moitié de sa valeur depuis 2021.
En juillet 2025, Intel a définitivement abandonné son projet de construction d'une usine de puces à Magdebourg. Intel ne poursuivra plus ce projet de 30 milliards d'euros dans le cadre de sa réorganisation. Le projet d'usine de Wrocław (en Pologne) d'une valeur de 4,2 milliards d'euros, a également été annulé. Lors de la présentation des résultats du dernier trimestre fiscal, le directoire a déclaré que l'entreprise devait « optimiser son empreinte industrielle et la rentabilité de ses investissements ».

### Acquisitions
| N° | Date              | Entreprise              | Domaine                                   | Pays         | Prix (dollars US) | Utilisé comme / Intégré à | Réf.   |
| -- | ----------------- | ----------------------- | ----------------------------------------- | ------------ | ----------------- | ------------------------- | ------ |
| 1  | 4 juin 2009       | Wind River Systems      | Système embarqué                          | États-Unis   | 884 millions      | Logiciel                  | [ 57 ] |
| 2  | 19 août 2010      | McAfee                  | Sécurité informatique                     | États-Unis   | 7.6 milliards     | Logiciel                  | [ 58 ] |
| 3  | 30 août 2010      | Infineon                | Sans fil (Wireless)                       | Allemagne    | 1.4 milliards     | Mobile CPUs               | [ 59 ] |
| 4  | 17 mars 2011      | Silicon Hive            | DSP                                       | Pays-Bas     |                   | Mobile CPUs               | [ 60 ] |
| 5  | 29 septembre 2011 | Telmap                  | Logiciel                                  | Israël       |                   | [ 61 ]                    |        |
| 6  | 13 avril 2013     | Mashery                 |                                           | États-Unis   | 180 millions      | Logiciel                  | [ 62 ] |
| 7  | 3 mai 2013        | Aepona                  | SDN                                       | Irlande      |                   | Logiciel                  | [ 63 ] |
| 8  | 6 mai 2013        | Stonesoft Corporation   | Sécurité informatique                     | Finlande     | 389 millions      | Logiciel                  | [ 64 ] |
| 9  | 16 juillet 2013   | Omek Interactive        |                                           | Israël       |                   | Logiciel                  | [ 65 ] |
| 10 | 13 septembre 2013 | Indisys                 | Traitement automatique du langage naturel | Espagne      | [ 66 ]            | Logiciel                  |        |
| 11 | 25 mars 2014      | Basis                   | Technologie portable                      | États-Unis   | New Devices       | [ 67 ]                    |        |
| 12 | 13 août 2014      | Avago Technologies      | Semi-conducteur                           | États-Unis   | 650 millions      | Communications Processors | [ 68 ] |
| 13 | 1er décembre 2014 | PasswordBox             | Sécurité informatique                     | Canada       |                   | Security                  | [ 69 ] |
| 14 | 5 janvier 2015    | Vuzix (en)              | Technologie portable                      | États-Unis   | 24.8 millions     | New Devices               | [ 70 ] |
| 15 | 2 février 2015    | Lantiq (en)             | Telecom                                   | Allemagne    |                   | Gateways                  | [ 71 ] |
| 16 | 1er juin 2015     | Altera                  | Semi-conducteur                           | États-Unis   | 16.7 milliards    | FPGA                      | [ 72 ] |
| 17 | 18 juin 2015      | Recon (en)              | Technologie portable                      | États-Unis   | 175 millions      | New Devices               | [ 73 ] |
| 18 | 26 octobre 2015   | Saffron Technology (en) | Cognitive computing                       | États-Unis   |                   | Logiciel                  | [ 74 ] |
| 19 | 4 janvier 2016    | Ascending Technologies  | UAVs                                      | Allemagne    |                   | [ 75 ]                    |        |
| 20 | 9 mars 2016       | Replay Technologies     |                                           | Israël       | [ 76 ]            |                           |        |
| 21 | 5 avril 2016      | Yogitech                | Italie                                    | Logiciel     | [ 77 ]            |                           |        |
| 22 | 9 août 2016       | Nervana Systems         | États-Unis                                | 350 millions | New Technology    | [ 78 ]                    |        |

## Site et siège social

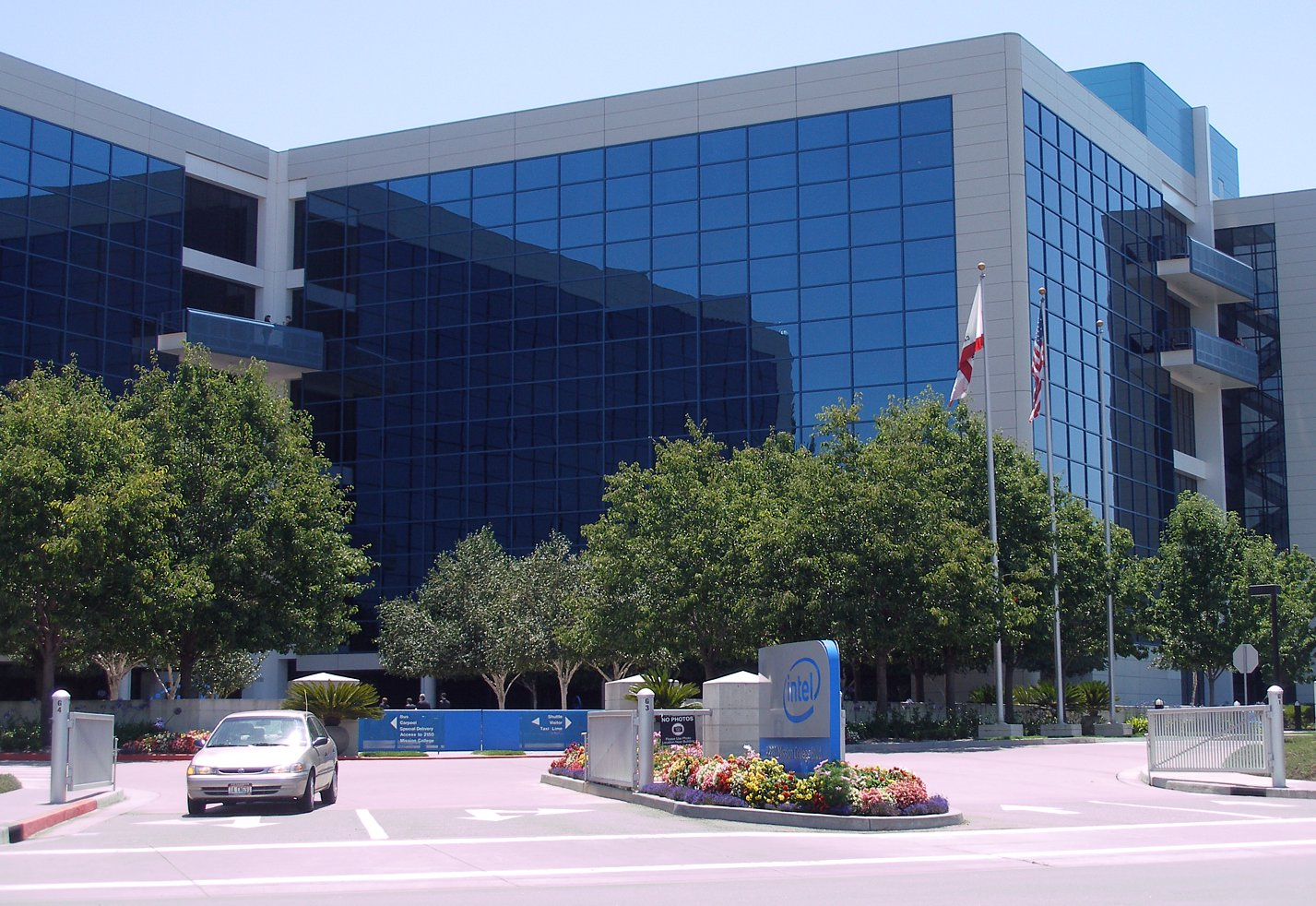
Le siège social à Santa Clara.

Le siège social qui porte le nom de Robert Noyce est basé à Santa Clara dans la Silicon Valley en Californie aux États-Unis.
Intel possède ses propres usines contrairement à son principal concurrent, AMD.
Intel possède 6 usines de fabrication de Wafer (en Arizona, au Nouveau-Mexique, en Oregon, en Irlande, en Israël et en Chine) et 3 usines d'assemblage final et de test (en Chine, au Viêt Nam et en Malaisie).

## Actionnaires
| The Vanguard Group                                      | 7,91% |
| Capital Research & Management                           | 5,15% |
| State Street Global Advisors (en) Funds Management      | 4,23% |
| Capital Research & Management (International Investors) | 2,59% |
| BlackRock Fund Advisors                                 | 2,25% |
| Geode Capital Management                                | 1,89% |
| Northern Trust Investments (Investment Management)      | 1,24% |
| Norges Bank Investment Management                       | 1,06% |
| Dimensional Fund Advisors                               | 0,96% |
| PRIMECAP Management                                     | 0,86% |

## Produits

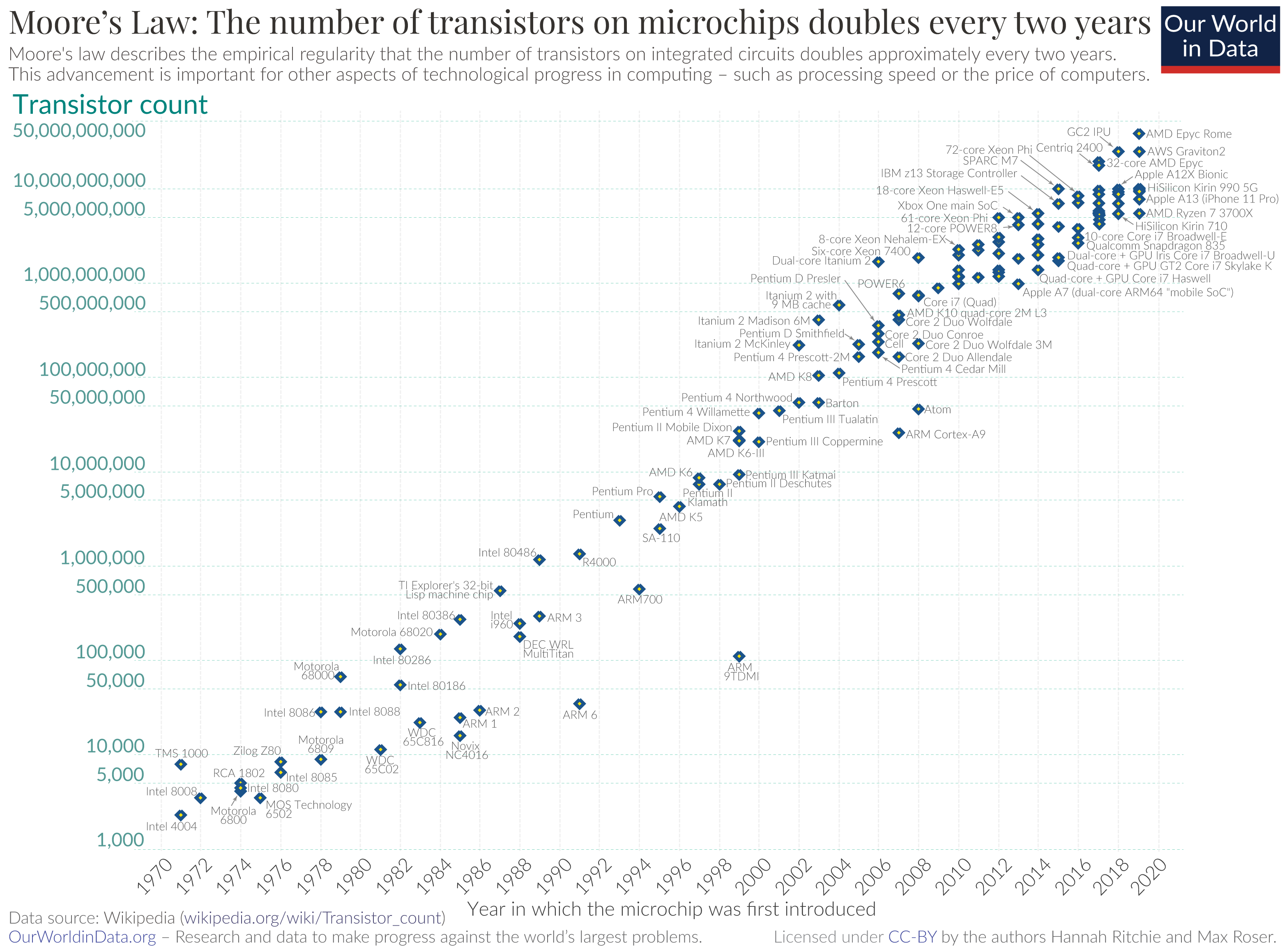
Croissance du nombre de transistors dans les microprocesseurs Intel par rapport à la loi de Moore.

### Historique des microprocesseurs x86 produits

Une partie des architectures x86 Intel (de NetBurst à Haswell)

La marque Pentium est utilisée depuis 1993 (chose ironique, les Pentium étaient le haut de gamme de Intel dans les années 90 alors qu'aujourd'hui c'est devenu l'entrée de gamme ). La marque Celeron est utilisée depuis 1998 pour les microprocesseurs d'entrée de gamme. La marque Xeon est utilisée depuis 1998 pour les microprocesseurs destinés aux serveurs et stations de travail.
Le 3 janvier 2006, Intel met un terme à la marque Pentium, apparue en 1993, pour laisser place au Core. Lequel sera décliné en Solo pour les processeurs simple cœur et Duo pour les puces double cœurs. La marque Pentium a été reprise avec les Pentium E (Conroe), sortis le 3 juin 2007.
En mars 2006, Intel annonce la sortie début 2007 d'un processeur quadri-cœurs : le Clovertown.
Le 27 juillet 2006, Intel lance ses nouveaux processeurs basés sur la nouvelle Intel Core Architecture : les Core 2 Duo. Les processeurs à cœurs Conroe pour les ordinateurs de bureau, à cœurs Merom pour les ordinateurs portables et à cœurs Woodcrest pour les stations de travail et serveurs. Avec cette architecture Intel met fin aux problèmes de surchauffe connus avec Prescott.
Fin novembre 2006, Intel commercialise son premier quadri-cœurs. Ce nouveau processeur apparaîtra sous le nom de Core 2 Quad QX6700. D'autres quadri-cœurs arriveront début 2007.
En janvier 2007, Intel annonce sa nouvelle famille de processeurs du nom de Penryn, qui consiste en un die-shrink de l'architecture Conroe des Core 2 Duo, prévu pour sortir dans le courant de l'année, et annonce que son prochain grand saut d'architecture aura lieu en 2008 avec sa prochaine architecture au nom de Nehalem. Cette dernière fera de nouveau appel à l'Hyper threading.
En mai 2007, Intel présente sa nouvelle génération pour plate-forme mobile Centrino appelé Santa Rosa. Cela apporte plusieurs améliorations comme le passage du FSB des Merom à 800 MHz, ainsi que de nouveaux systèmes conçus par Intel, visant à augmenter l'autonomie des ordinateurs portables.
Fin 2007 apparaît la première génération de puces à 45 nm : Wolfdale héritera de l'architecture Conroe double cœur (die shrink) avec un cache de niveau 2 augmenté à 6 Mio (ainsi que de la nouvelle instruction SSE4). Le Yorkfield sera un die shrink du Kentsfield avec 2 × 6 Mio de cache de niveau 2.
Au premier janvier 2008, Intel annonce faire le ménage parmi ses marques. Core 2 Quad et Core 2 Duo deviennent Core 2, les Pentium D et Pentium Dual Core deviendront Pentium. Par ailleurs, la marque Atom est utilisée depuis 2008 pour les microprocesseurs destinés aux netbooks, nettops, tablettes électroniques et mobiles multifonctions. La marque Core M est utilisée depuis 2014 pour les microprocesseurs destinés aux ultrabooks.
La firme annonce ensuite :
- Fin 2008, les marques Core i7 et Core i5, modèles gravés en 45 nm (architecture Nehalem)
- Début 2010, lors du CES de Las Vegas ses nouvelles gammes de puces Core i3, i5 et i7, en 32 nm (architecture Nehalem).
- Début 2011, les microprocesseurs i3, i5, i7 qu'elle nomme de « 2de génération », d'architecture Sandy Bridge toujours en 32 nm. Ils possèdent un contrôleur graphique intégré (HD Graphics 2000 ou 3000).
- En avril 2012, les microprocesseurs i3, i5, i7 de "3e génération", gravés en 22 nm et utilisant la nouvelle architecture Ivy Bridge. Ils possèdent, eux aussi, un contrôleur graphique intégré (HD Graphics 2500 ou 4000).
- En juin 2013, les microprocesseurs i3, i5, i7 de "4e génération" gravés en 22 nm inaugurant l'architecture Haswell et possédant toujours un contrôleur graphique intégré (HD Graphics 4600).
- En août 2015, les microprocesseurs i3, i5, i7 de "5e génération" d'architecture Broadwell possédant un nouveau contrôleur graphique intégré (Intel Iris Pro).
- En août 2015, les microprocesseurs i3, i5, i7 de "6e génération" en 14 nm d'architecture Skylake. Leur contrôleur graphique intégré est l'Intel HD Graphics 530.
- En août 2016, les microprocesseurs i3, i5, i7 de "7e génération" d'architecture Kaby Lake toujours en 14 nm. Cette génération n'est qu'une petite "mise à jour" de la génération SkyLake. Leur contrôleur graphique intégré est l'Intel HD Graphics 630.
- En août 2017, les microprocesseurs i3, i5, i7 de "8e génération" d'architecture Coffee Lake encore une fois en 14 nm. Néanmoins, cette génération introduit quelques nouveautés comme l'ajout de deux cœurs supplémentaires aux Core i3 (2 > 4C sans HT), i5 (4 > 6C sans HT) et i7 (4 > 6C avec HT). Leur contrôleur graphique intégré est l'Intel UHD Graphics 630.
- En août 2018, les microprocesseurs i3, i5, i7, i9 de "9e génération" d'architecture Coffee Lake Refresh, encore en 14 nm (à la suite des problèmes de passage au 10 nm). Cette génération introduit le Core i9 (8 cœurs avec HT) et offre 2 cœurs supplémentaires aux Core i7 (6C > 8C sans HT).
- En octobre 2019, les microprocesseurs i3, i5, i7, i9 de "10e génération" d'architecture Comet Lake, encore en 14 nm.
- En octobre 2023, Intel annonce l'arrivée de la 14e génération de leur processeur.

| Année de début | Architecture | Marque commerciale                                                     | gravure             |
| -------------- | ------------ | ---------------------------------------------------------------------- | ------------------- |
| 1978           | x86-16 bits  | Intel 8086, Intel 8088, Intel 80186, Intel 80188                       | 3 µm                |
| 1982           | x86-16 bits  | 286                                                                    | 1,5 µm              |
| 1985           | x86-32 bits  | 386                                                                    | 1,5 µm à 1 µm       |
| 1989           | x86-32 bits  | 486                                                                    | 1 µm à 0,6 µm       |
| 1993           | P5           | Pentium                                                                | 800 nm à 250 nm     |
| 1996           | P5           | Pentium MMX                                                            | 350 nm              |
| 1995           | P6           | Pentium Pro                                                            | 350 nm à 250 nm     |
| 1997           | P6           | Pentium II, Celeron, Pentium II Xeon                                   | 350 nm à 180 nm     |
| 1999           | P6           | Pentium III, Celeron, Pentium III Xeon                                 | 250 nm à 130 nm     |
| 2000           | NetBurst     | Pentium 4, Pentium D, Celeron D, Xeon, Pentium 4-M                     | 180 nm à 65 nm      |
| 2003           | P6           | Pentium M, Celeron                                                     | 130 nm à 90 nm      |
| 2006           | P6           | Core Solo, Core Duo, Pentium Dual-Core, Celeron, Xeon                  | 65 nm à 45 nm       |
| 2006           | Core         | Core 2 Solo, Core 2 Duo, Core 2 Quad, Pentium Dual-Core, Celeron, Xeon | 65 nm à 45 nm       |
| 2008           | Nehalem      | Core i7, Core i5, Core i3, Pentium, Celeron, Xeon                      | 32 nm à 45 nm       |
| 2011           | Sandy Bridge | Core i7, Core i5, Core i3, Pentium, Celeron, Xeon                      | 32 nm à 22 nm       |
| 2013           | Haswell      | Core i7, Core i5, Core i3, Pentium, Celeron, Xeon                      | 22 (FinFET) nm à 14 |
| 2015           | Skylake      | Core i3, Core i5, Core i7, Core i9, Pentium, Celeron                   | FinFET 14 nm        |
| 2019           | Ice Lake     | Core i3, Core i5, Core i7, Pentium, Xeon                               | Tri-Gate 10 nm      |
| 2021           | Alder Lake   | Core i3, Core i5, Core i7, Core i9, Pentium Gold, Celeron              | 10 nm               |
| 2023           | Meteor Lake  | Core Ultra 5, Core Ultra 7, Core Ultra 9                               | 7 nm                |

#### Stratégies tic-tac et procédé-architecture-optimisation
La stratégie tic-tac (en anglais Tick-Tock) est utilisée entre 2007 et 2016 et est rétroactivement appliquée aux processeurs de 2006 (65 nm).
Elle consiste à alterner les nouvelles microarchitectures (tac) à finesse de gravure inchangée et les nouvelles finesses de gravure (tic) à architecture théoriquement inchangée, bien qu’en pratique les die shrink ne sont pas exempts de nouvelles fonctions.
Cette stratégie connaît une première entorse en 2014, avec deux « rafraîchissements » (en anglais refreshes) de la microarchitecture Haswell avant application du tic.
Le tac suivant (Skylake) est, lui aussi, suivi d’optimisations (en anglais optimizations) et marque le remplacement du modèle tic-tac à deux étapes par le modèle procédé-architecture-optimisation à trois étapes (en anglais Process-Architecture-Optimization), annoncé par Intel en mars 2016. L’étape de procédé correspond à l’étape « tic » (die shrink), l’étape d'architecture correspond à l’étape « tac » (nouvelle microarchitecture) et l’étape d'optimisation officialise le rafraîchissement inattendu d'Haswell en 2014.
| Changement | Changement                                      | Gravure | Microarchitecture                 | Nom de famille de CPU commercialisées | Premiers CPU livrés           |
| ---------- | ----------------------------------------------- | ------- | --------------------------------- | ------------------------------------- | ----------------------------- |
| tic        | die shrink                                      | 65 nm   | P6, NetBurst                      | Presler, Cedar Mill, Yonah            | 5 janvier 2006                |
| tac        | nouvelle microarchitecture                      | 65 nm   | Core                              | Conroe                                | 27 juillet 2006               |
| tic        | die shrink                                      | 45 nm   | Core                              | Penryn                                | 11 novembre 2007              |
| tac        | nouvelle microarchitecture                      | 45 nm   | Nehalem                           | Nehalem                               | 17 novembre 2008              |
| tic        | die shrink                                      | 32 nm   | Nehalem                           | Westmere                              | 4 janvier 2010                |
| tac        | nouvelle microarchitecture                      | 32 nm   | Sandy Bridge                      | Sandy Bridge                          | 9 janvier 2011                |
| tic        | die shrink                                      | 22 nm   | Sandy Bridge                      | Ivy Bridge                            | 29 avril 2012                 |
| tac        | nouvelle microarchitecture                      | 22 nm   | Haswell                           | Haswell                               | 2 juin 2013                   |
| raf        | rafraîchissement (fréquence)                    | 22 nm   | Haswell                           | Haswell Refresh                       | 11 mai 2014                   |
| raf        | rafraîchissement (thermique)                    | 22 nm   | Haswell                           | Devil's Canyon                        | 2 juin 2014                   |
| tic        | die shrink                                      | 14 nm   | Haswell                           | Broadwell                             | 5 septembre 2014              |
| tac        | nouvelle microarchitecture                      | 14 nm   | Skylake                           | Skylake                               | 5 août 2015                   |
| opt        | optimisation (fréquence)                        | 14 nm   | Skylake                           | Kaby Lake                             | 3 janvier 2017                |
| opt        | optimisation (4 cores pour portables)           | 14 nm   | Skylake                           | Kaby Lake R                           | 21 août 2017                  |
| opt        | optimisation (6 cores, 4 pour i3)               | 14 nm   | Skylake                           | Coffee Lake                           | 5 octobre 2017                |
| opt        | optimisation (8 cores pour i9 et i7, 4 pour i3) | 14 nm   | Skylake                           | Coffee Lake R                         | 8 octobre 2018                |
| opt        | optimisation (10 cores pour i9, 8 pour i7)      | 14 nm   | Skylake                           | Comet Lake                            | 21 août 2019                  |
| tic        | die shrink                                      | 10 nm   | Skylake                           | Cannon Lake (en)                      | 15 mai 2018                   |
| tac        | nouvelle microarchitecture                      | 10 nm   | Sunny Cove / Cypress Cove (14 nm) | Ice Lake / Rocket Lake (14 nm)        | septembre 2019 / mars 2021    |
| opt        | optimisation                                    | 10 nm   | Willow Cove                       | Tiger Lake                            | septembre 2020                |
| tac        | nouvelle microarchitecture                      | 10 nm   | Golden Cove / Gracemont           | Alder Lake                            | novembre 2021                 |
| opt        | optimisation                                    | 10 nm   | Raptor Cove / Gracemont           | Raptor Lake                           | 20 octobre 2022               |
| tac        | nouvelle microarchitecture                      | 7 nm    | Redwood Cove / Crestmont          | Meteor Lake                           | 14 décembre 2023              |
|            |                                                 | 3 nm    | Lion Cove / Skymont               | Lunar Lake Arrow Lake                 | septembre 2024 octobre 2024 ? |

### Microprocesseurs IA64
- Série des Itanium (architecture EPIC)

### Microprocesseurs ARM
- Processeurs ARM pour assistant personnel (PDA), dont XScale

### Cartes mères
Intel produisait des cartes mères à base de ses chipsets.
En janvier 2013, Intel annonce l'arrêt de ses ventes de cartes mères pour ordinateur de bureau,.

### PC
De 2013 à 2023, Intel produit des mini-PC ou barebone, les Next Unit of Compute (NUC).

### Mémoire flash
En janvier 2006, Intel et Micron créent une coentreprise, IMFT (en), dans le but d'unir leurs forces de développement et de production de mémoire flash NAND. Aujourd'hui, IMFT est l'une des entreprises les plus puissantes et innovantes dans ce domaine.

### SSD
Intel produit des SSD.
| Modèle               | Nom de code       | Capacité (Go)                      | NAND                    | Interface            | Facteur de forme                    | Contrôleur                                    | Séq Lec. / Écr. (Mo/s) | Date sortie    |
| -------------------- | ----------------- | ---------------------------------- | ----------------------- | -------------------- | ----------------------------------- | --------------------------------------------- | ---------------------- | -------------- |
| X18-M/X25-M ,        | Ephraim           | 80/160                             | 50 nm MLC               | SATA 3 Gbit/s        | 1.8"/2.5"                           | Intel                                         | 250 / 70               | Sept 2008      |
| X25-E,               | Ephraim           | 32/64                              | 50 nm SLC               | SATA 3 Gbit/s        | 2.5"                                | Intel                                         | 250 / 170              | Oct 2008       |
| X18-M G2 / X25-M G2, | Postville         | 80/120/160                         | 34 nm MLC               | SATA 3 Gbit/s        | 1.8"/2.5"                           | Intel                                         | 250 / 100              | juillet 2009   |
| X25-V,               | Glenbrook         | 40                                 | 34 nm MLC               | SATA 3 Gbit/s        | 2.5"                                | Intel                                         | 170 / 35               | Mars 2010      |
| 310,                 | Soda Creek        | 40/80                              | 34 nm MLC               | SATA 3 Gbit/s        | mSATA                               | Intel                                         | 200/70                 | Déc 2010       |
| 510                  | Elmcrest          | 120/250                            | 34 nm MLC               | SATA 6 Gbit/s        | 2.5"                                | Marvell                                       | 500/315                | Mars 2011      |
| 320,                 | Postville Refresh | 40/80/120/160/300/600              | 25 nm MLC               | SATA 3 Gbit/s        | 1.8"/2.5"                           | Intel PC29AS21BA0                             | 270/220                | Mars 2011      |
| 311,                 | Larsen Creek      | 20                                 | 34 nm SLC               | SATA 3 Gbit/s        | 2.5" / mSATA                        | Intel                                         | 200/105                | Mai 2011       |
| 710,                 | Lyndonville       | 100/200/300                        | 25 nm MLC-HET           | SATA 3 Gbit/s        | 2.5"                                | Intel PC29AS21BA0                             | 270/210                | Sept 2011      |
| 520                  | Cherryville       | 60/120/180/240/480                 | 25 nm MLC               | SATA 6 Gbit/s        | 2.5"                                | SandForce                                     | 550/520                | Février 2012   |
| 313                  | Hawley Creek      | 20/24                              | 25 nm SLC               | SATA 3 Gbit/s        | 2.5" / mSATA                        | Intel                                         | 220/115                | Avril 2012     |
| 330,                 | Maple Crest       | 60/120/180/240                     | 25 nm MLC               | SATA 6 Gbit/s        | 2.5"                                | SandForce                                     | 500/450                | Avril 2012     |
| 910,                 | Ramsdale          | 400/800                            | 25 nm MLC-HET           | PCIe 2.0 × 8         | PCIe                                | Intel/Hitachi EW29AA31AA1                     | 2000/1000              | Avril 2012     |
| 335,                 | Jay Crest         | 80/180/240                         | 20 nm MLC               | SATA 6 Gbit/s        | 2.5"                                | SandForce                                     | 500/450                | Octobre 2012   |
| DC S3700,            | Taylorsville      | 100/200/400/800                    | 25 nm MLC-HET           | SATA 6 Gbit/s        | 1.8"/2.5"                           | Intel PC29AS21CA0                             | 500/450                | November 2012  |
| DC S3710,            | Haleyville        | 200/400/800/1200                   | 20 nm MLC-HET           | SATA 6 Gbit/s        | 2.5"                                | Intel PC29AS21CB0                             | 550/520                | Janvier 2015   |
| DC S3610,            | Haleyville        | 200/400/480/800/1200/1600          | 20 nm MLC-HET           | SATA 6 Gbit/s        | 1.8"/2.5"                           | Intel PC29AS21CB0                             | 540/520                | Janvier 2015   |
| 525,                 | Lincoln Crest     | 30/60/120/180/240                  | 25 nm MLC               | SATA 6 Gbit/s        | mSATA                               | SandForce                                     | 550/520                | Janvier 2013   |
| DC S3500,            | Wolfsville        | 80/120/160/240/300/400/480/600/800 | 20 nm MLC               | SATA 6 Gbit/s        | 1.8"/2.5"                           | Intel PC29AS21CA0                             | 475/450                | Juin 2013      |
| DC S3510             | Haleyville        | 80/120/240/480/800/1200/1600       | 16 nm MLC               | SATA 6 Gbit/s        | 2.5"                                | Intel                                         | 500/460                | Mai 2015       |
| 530,                 | Dale Crest        | 80/120/180/240/360/480             | 20 nm MLC               | SATA 6 Gbit/s        | M.2 / mSATA / 2.5"                  | Intel LSI BF29AS41BB0 (LSI SandForce SF-2281) | 540/490                | juillet 2013   |
| Pro 1500,            | Sierra Star       | 80/120/180/240/360/480             | 20 nm MLC               | SATA 6 Gbit/s        | M.2 / 2.5"                          | Intel LSI BF29AS41BB0 (LSI SandForce SF-2281) | 540/490                | September 2013 |
| Pro 2500,            | Temple Star       | 80/180/240/360/480                 | 20 nm MLC               | SATA 6 Gbit/s        | M.2 / 2.5"                          | Intel LSI BF29AS41BB0 (LSI SandForce SF-2281) | 540/490                | Juillet 2014   |
| DC P3700,            | Fultondale        | 200/400/800/1600/2000              | 20 nm MLC-HET           | PCIe 3.0 x4 NVMe 1.0 | 2.5" avec U.2 (en)/AIC avec PCIe x4 | Intel CH29AE41AB0                             | 2800/1700              | Juin 2014      |
| DC P3500,            | Pleasantdale      | 250/500/1000/2000                  | 20 nm MLC               | PCIe 3.0 x4 NVMe 1.0 | 2.5" avec U.2 /AIC avec PCIe x4     | Intel CH29AE41AB0                             | 2800/1700              | Juin 2014      |
| 730                  | Jackson Ridge     | 240/480                            | 20 nm MLC               | SATA 6 Gbit/s        | 2.5"                                | Intel PC29AS21CA0                             | 550/470                | Mars 2014      |
| DC P3600,            | Fultondale        | 400/800/1200/1600/2000             | 20 nm MLC               | PCIe 3.0 x4 NVMe 1.0 | 2.5" avec U.2 /AIC avec PCIe x4     | Intel CH29AE41AB0                             | 2600/1700              | Juin 2014      |
| DC P3608,            | Fultondale        | 1600/3200/4000                     | 20 nm MLC-HET           | PCIe 3.0 x8 NVMe 1.0 | AIC avec PCIe x8                    | Intel CH29AE41AB1                             | 5000/3000              | September 2015 |
| 535                  | Temple Star       | 56/120/180/240/360/480             | 16 nm MLC               | SATA 6 Gbit/s        | M.2 / 2.5"                          | Intel LSI BF29AS41BB0 (LSI SandForce SF-2281) | 540/490                | Avril 2015     |
| 750                  | Carmel Ridge      | 400/800/1200                       | 20 nm MLC               | PCIe 3.0 x4 NVMe 1.0 | 2.5" avec U.2 /AIC avec PCIe x4     | Intel CH29AE41AB0                             | 2500/1200              | Avril 2015     |
| 540s                 | Loyd Star         | 120/180/240/360/480/1000           | 16 nm TLC               | SATA 6 Gbit/s        | M.2 / 2.5"                          | SM2256                                        | 560/400                | Mars 2016      |
| Pro 5400s,           | Loyd Star Pro     | 120/180/240/360/480/1000           | 16 nm TLC               | SATA 6 Gbit/s        | M.2 / 2.5"                          | SM2256                                        | 560/480-               | Mars 2016      |
| 545s                 | Liberty Harbor    | 128/256/512/1024/2048              | 3D NAND TLC, 64 couches | SATA 6 Gbit/s        | M.2 / 2.5"                          | SM2259                                        | 550/500                | Juin 2017      |
| Modèle               | Codename          | Capacité (Go)                      | NAND                    | Interface            | Facteur de forme                    | Contrôleur                                    | Séq Lec. / Écr. (Mo/s) | Date sortie    |

## Logos

Logo d'Intel (18 juillet 1968 - 2 janvier 2006).
Logo d'Intel Inside (1991 - 2 janvier 2006).
Logo d'Intel (3 janvier 2006 - 1er septembre 2020).
Logo d'Intel (depuis le 2 septembre 2020).

Le premier logo Intel est resté inchangé pendant trente-sept ans. À partir de 1991, malgré l'apparition du slogan « Intel Inside », il est encore le logo de la société. Ce dernier ne sera redessiné et présenté que le 30 décembre 2005.
Le logo change encore lors de la sortie de Tiger Lake en 2020.

## Failles de sécurité

### Meltdown et Spectre
Début 2018, des failles de sécurité touchant en particulier les processeurs Intel sont révélées, elles concernent l'espace tampon du processeur permettent ainsi de dévoiler des secrets tels que des mots de passes, et ne peuvent pas être corrigées par un changement du microcode du processeur,. Elles sont nommées Meltdown et Spectre, et peuvent conduire à l’interception des données en mémoire par des programmes malveillants. Elle concerne tous les processeurs Intel produits depuis 1995 sauf les processeurs Itanium, et les processeurs Atom produits avant 2013. Des correctifs sont en préparation pour Windows, Linux et macOS, qui réduisent cependant les performances des ordinateurs concernés jusqu'à 30 %. Leur distribution est prévue pour le mois de janvier 2018.

### Downfall
En 2023, une faille de sécurité permettant d'accéder à des secrets tels que des mots de passes pour des comptes sur un même ordinateur est révélée. Signalée à Intel en 2022 mais maintenue secrète pour lui permettre de la corriger. La correction de cette faille peut entraîner jusqu'à 50 % de baisses de performances. Cette faille concerne tous les processeurs Intel Core de la 6e génération Skylake (2015) jusqu'aux Tiger Lake de 11e génération, celle-ci ne concerne pas les processeurs de 12e générations et suivantes.

## Polémiques et controverses

### Concurrence
Intel domine très largement le marché des processeurs pour serveurs, avec une part de marché qui dépasse les 95 % en 2015, bien qu'elle soit descendue à 82,4% fin 2022.
Le principal concurrent d'Intel est AMD, autre entreprise concevant et construisant des microprocesseurs. Les processeurs d'AMD sont compatibles avec les processeurs Intel puisqu'ils utilisent le même jeu d'instructions : un programme conçu pour fonctionner sur un processeur Intel fonctionne également avec un processeur AMD et inversement. Ces deux entreprises se partagent presque totalement le marché des processeurs x86.
La relation entre les deux entreprises est complexe : en 1982, Intel a accordé à AMD une licence pour produire les processeurs 8086 et 8088, afin de renforcer la position de son architecture sur le marché. À la suite d'une bataille légale, AMD obtient en 1995 le droit de produire des processeurs basés sur l'architecture IA-32, initialement développée par Intel. AMD conçut en 2003 l'architecture 64 bits AMD 64, totalement compatible avec l'IA-32, ce qui lui permit d'atteindre une part de près de 25 % sur le marché des microprocesseurs x86. Cette architecture fut adoptée par Intel quelques années plus tard après le demi-échec de sa propre formule 64 bits Itanium, incompatible avec IA-32. En mars 2012, la part de marché d'AMD dans ce marché s'élevait à environ 19 %, celle d'Intel à 80 %.
D'autres entreprises ont produit des processeurs compatibles Intel, notamment VIA Technologies[réf. nécessaire].
Durant les années 2010, les processeurs ARM concurrencent les processeurs Intel par le bas, basse puissance de calcul et basse consommation électrique. Dans l'électronique embarquée des smartphones par exemple, ces puces chauffant peu sont très utilisées.
Par ailleurs, les géants d'Internet (Google, Facebook, Amazon, Alibaba…) lancent depuis 2015 des initiatives afin d'amoindrir leur dépendance à Intel.

### Abus de position dominante
Intel fut plusieurs fois poursuivi pour abus de position dominante, notamment au Japon en 2005 et en Corée du Sud en 2006 pour être finalement condamnée à une amende d'1,06 milliard d'euros par la Commission européenne en mai 2009.
Le 4 novembre 2009, le ministre de la justice de l'État de New York, Andrew Cuomo, a annoncé qu'il poursuivait le numéro un des micro-processeurs Intel pour pratiques anticoncurrentielles, l'accusant d'exercer des pressions sur les fabricants d'ordinateurs pour que ceux-ci utilisent ses produits.
Le procureur général de New York a déposé une plainte contre Intel, l'accusant de « corruption et de coercition pour maintenir sa position sur le marché ». Le procureur affirme notamment que des fabricants (Dell, HP…) ont reçu des commissions pour ne pas commercialiser de PC utilisant des puces d'AMD, le concurrent d'Intel. Hewlett Packard a, par ailleurs, subi des pressions lorsqu'il a évoqué l'idée de promouvoir des produits AMD.
Afin d'éviter toute nouvelle attaque, Intel concède à payer à AMD 1,25 milliard de dollars en 2009 afin que le CO de AMD (Leonardo Travassos) n'engage pas de nouveaux procès antitrust dans le monde.

## Sponsoring et marketing
Le 11 décembre 2013, Intel devient sponsor (commanditaire) du FC Barcelone après avoir passé un accord de 5 millions d'euros par an jusqu'en 2018.
En 2016, Intel collabore avec Lady Gaga pour créer une performance scénique (alliant face mapping, projection 3D et détection de mouvements) pour rendre hommage à David Bowie lors des Grammy Awards.